# Thomas James Henderson

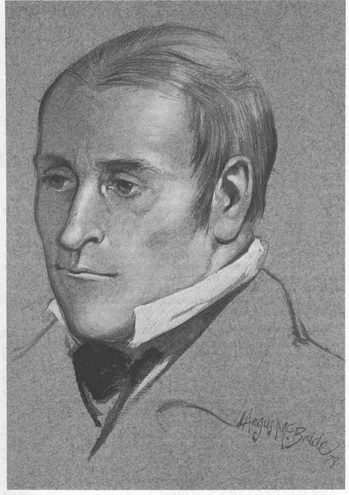
Thomas James Henderson

Thomas James Henderson (ur. 28 grudnia 1798 w Dundee, zm. 23 listopada 1844 w Edynburgu) – brytyjski astronom. Pierwszy wyznaczył paralaksę roczną (a co za tym idzie odległość) gwiazdy alfa Centauri w czasie pobytu na Przylądku Dobrej Nadziei (1831-33). Odkrycie przedstawił w 1839, kilka miesięcy po tym, jak Friedrich Wilhelm Bessel oraz Friedrich Georg Wilhelm Struve ogłosili wyniki pierwszych pomiarów paralaks gwiazd.
W 1840 został członkiem Royal Society.